# ミカエル・オーカーフェルト
ラーシュ・ミカエル・オーカーフェルト（スウェーデン語: Lars Mikael Åkerfeldt、1974年4月17日 - ）は、スウェーデンのミュージシャン。
プログレッシヴ・デスメタル・バンド「オーペス」のリーダーで、ボーカリスト、ギタリスト、ソングライター。

## 人物
デスメタル・バンド「Bloodbath」の元ボーカリストで、「Sörskogen」や「Steel」のメンバーでもあった。
スティーヴン・ウィルソンとは「Storm Corrosion」でコラボレートしている。
プログレッシヴ・ロックから影響を受けたソングライティングで知られ、クリーンなバリトンからグロウルまで歌い分ける。
大のレコードコレクターとしても知られている。来日時には輸入レコード店や中古レコード店で自身の好むアーティストのレコード盤を買い漁る姿を目撃するファンも多い。レコード盤のクリーニング等の管理方法についても非常に詳しい。逆にmp3等のデジタル音源を「レコード盤と比べると音が無機質」として嫌っている。
ポール・リード・スミスのギターをメインに使用している。以前は入門機種であるSEシリーズから、ミカエル・オーカーフェルトモデルが発売されており、ステージでも多用していた。

## 来歴

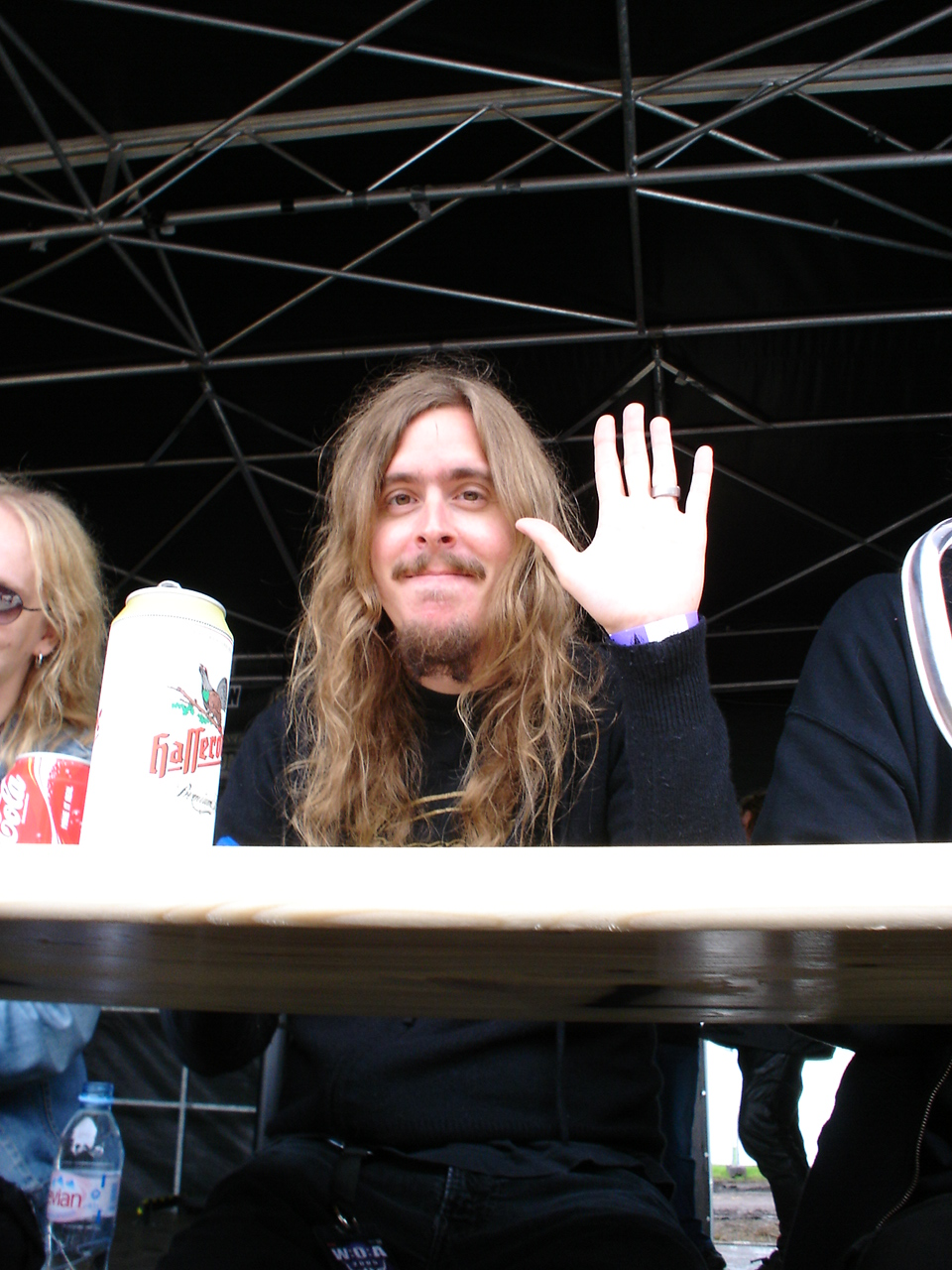
オーペス - ドイツ公演にて (2005年8月)

## ディスコグラフィ

### with Opeth
- Orchid (1995)
- Morningrise (1996)
- My Arms, Your Hearse (1998)
- Still Life (1999)
- Blackwater Park (2001)
- Deliverance (2002)
- Damnation (2003)
- Lamentations (Live at Shepherd's Bush Empire 2003) (2003)
- Ghost Reveries (2005)
- The Roundhouse Tapes (2007)
- Watershed (2008)
- In Live Concert at the Royal Albert Hall (2010)
- Heritage (2011)
- Pale Communion (2014)

### with Katatonia
- Brave Murder Day (1996)- Harsh Vocals
- Sounds of Decay (1997) – Harsh Vocals
- Discouraged Ones (1998) – backing vocals, co-production on vocals
- Tonight's Decision(1999) - – additional vocal production

### with Bloodbath
- Breeding Death (2000) - EP
- Resurrection Through Carnage (2002)
- The Wacken Carnage (2008, CD/DVD)
- Unblessing the Purity (2008)
- The Fathomless Mastery (2008)
- Bloodbath Over Bloodstock (2011, DVD)

### with Steel
- Heavy Metal Machine (1998) EP

### with Storm Corrosion
- Storm Corrosion (2012)

### with Steve Hackett
- Genesis Revisited II (2012) - vocals on Supper's Ready